# Конська (округ Жиліна)
Конська (словац. Konská) — село, громада округу Жиліна, Жилінський край, регіон Раєцька котліна. Кадастрова площа громади — 5,31 км². Протікає Порубський потік.
Населення 1547 осіб (станом на 31 грудня 2017 року).

## Історія
Конска згадується 1350 року.

## Населення
| Рік:            | 1994. | 2004.    | 2014.    | 2024.    |
| --------------- | ----- | -------- | -------- | -------- |
| Кількість осіб: | 1176  | 1350     | 1505     | 1676     |
| Різниця:        |       | +14,79 % | +11,48 % | +11,36 % |

| Рік:            | 2023. | 2024.   |
| --------------- | ----- | ------- |
| Кількість осіб: | 1679  | 1676    |
| Різниця:        |       | -0,17 % |